# James-Jacques Brown
James-Jacques Brown dit Jacques Brown né le 22 octobre 1918 à Paris et mort le 21 décembre 1991 à Boulogne-Billancourt, est un peintre, sculpteur et graveur français.

## Biographie
James Jacques Brown est né le 22 octobre 1918 dans le 10e arrondissement de Paris. Sa mère, Béatrice Brown, était anglaise et femme de ménage pour des particuliers, les époux Latouche. Son père, James William Harle, était un soldat américain. James-Jacques Brown fait des études juridiques et obtient une licence en droit à l’École libre des sciences politiques et devient fonctionnaire au ministère des Finances de 1942 à 1945. À cette époque, il fait la connaissance d’Édith qui deviendra sa femme ; ils auront trois enfants : Frédéric, Caroline et Thomas. Après la Libération, il se lance dans une carrière artistique.
Dès 1952, il participe à tous les Salons de la jeune sculpture mais aussi au Salon de mai en 1958, 1960, 1963, 1964 et 1965, et au Salon des réalités nouvelles. En 1958 et 1959, la galerie Rodolphe Stadler à Paris lui organise deux expositions personnelles. Et l'année suivante, la galerie Mayer de New York présentait un ensemble de ses œuvres.  Les critiques sont impressionnés par son travail et le considèrent comme l’un des pionniers de la nouvelle figuration.
Il met un terme à son activité artistique à la fin des années 1980, avant de disparaître le 21 décembre 1991 à Boulogne-Billancourt.

### James Jacques Brown: peintures et velours
De 1938 à 1950, il réalise de nombreux dessins, à la mine de plomb et peintures dont les sujets figuratifs (autoportrait, portraits, nus, paysages). Un tournant artistique s'opère dans les années 1950, lors de son installation rue Duret, son domicile, dont il fera son atelier, à quelques rues de son premier logement, avenue de la Grande-Armée. Là, il produit de nombreuses linogravures puis se consacre à la sculpture en bronze et en résine de polyester. Jacques Brown suspend ses activités de sculpteur à partir de 1957 pour une durée de presque trois ans pour se consacrer au dessin, à la peinture et à la peinture sur velours. À la suite de graves problèmes pulmonaires, causés sans doute par son usage du polyester, il fut contraint d'arrêter ses activités de sculpteur dans les années 1970 ; il se tourne alors vers le dessin et la peinture.

### Lithographies
Il découvre la lithographie par hasard : un ami psychanalyste, Francis Pasche, lui demanda de faire la couverture d'un de ses livres. La réalisation n'a pas été une grande réussite mais James-Jacques Brown quant à lui, s'est découvert une passion pour cette technique. Il en réalisera une vingtaine de 1948 à 1950. Mais la lithographie est en fait pour l'artiste une reproduction mécanisée de ses premiers dessins, ce qui ne sera pas le cas de ses linogravures qui donneront une nouvelle dimension à son travail. Ces nouveaux supports lui permettent d'aller plus loin dans ses recherches stylistiques et plastiques.

### Linogravures
Lorsqu'il s'installe dans sa maison atelier des années 1950, il découvre des cadres ou châssis qui devaient servir de fond pour les photographes. Il les récupéra et leur donna une deuxième vie en les utilisant comme presse pour la réalisation de linogravures. Cette nouvelle technique marque un tournant dans sa carrière artistique et l'apparition du style propre de l'artiste. Jacques Brown utilise le linoléum comme matériau à partir des années 1950. Pour graver le lino, l'artiste se sert de plumes amovibles et interchangeables qui se montent sur un manche champignon. Jacques Brown réalisait les linogravures à partir d'un mélange composé d'asphalte américain (ou gilsonite) mêlé à de l'essence qui lui servait de vernis. Ce procédé permet de combiner les caractéristiques des reliefs découpés avec la liberté d'une ligne mordue.

### Le sculpteur

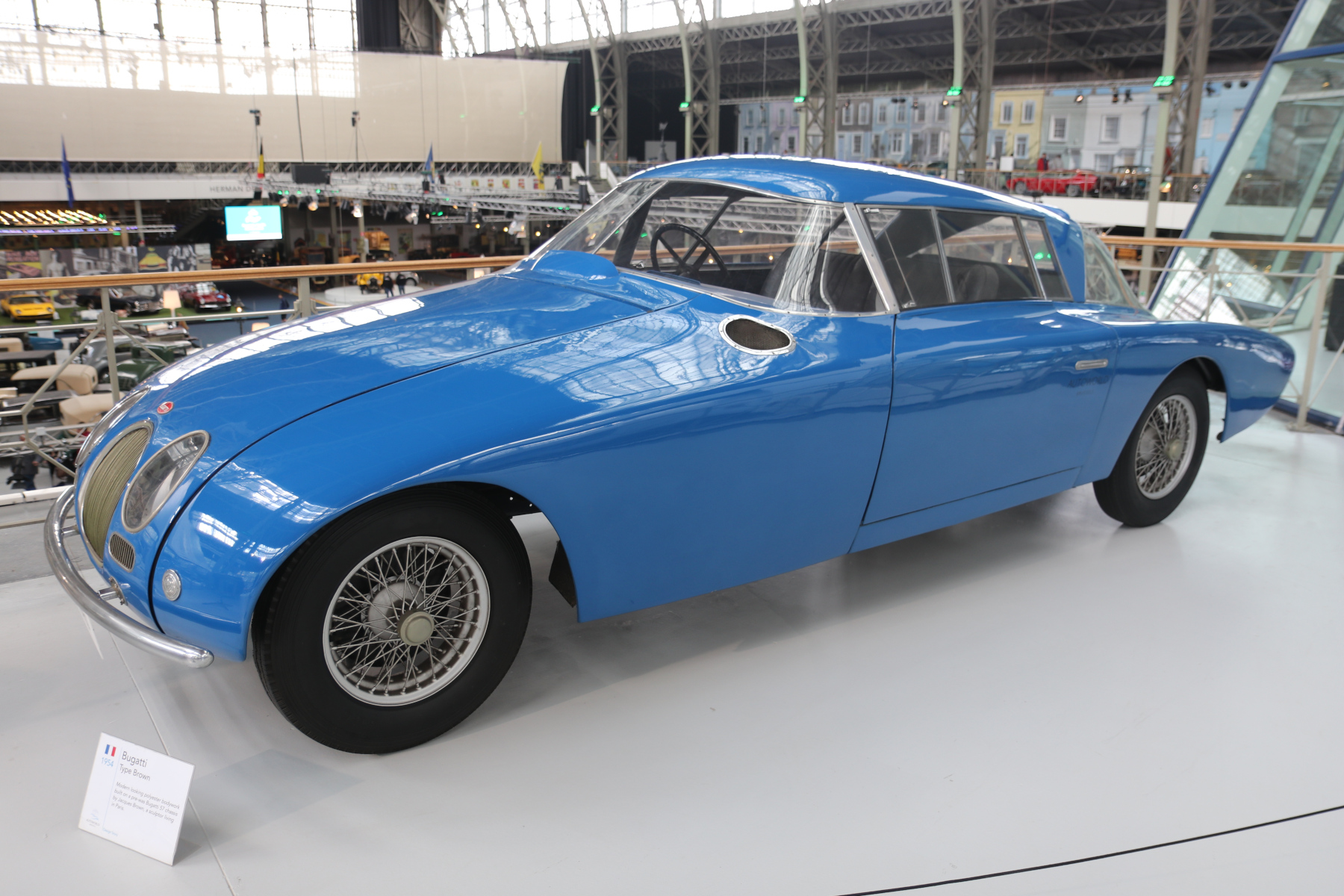
La Bugatti modèle type 57 de Brown.

De 1953 à 1970, Brown poursuit ses travaux en réalisant des sculptures en plâtre qu'il parvient à faire éditer en bronze. Il les expose pour la première fois au Salon de mai à partir de 1957. Entretemps, en 1954, Jacques Brown réalise une carrosserie automobile pour un châssis de Bugatti modèle type 57. L'artiste découvre alors le travail de la résine de polyester avec lequel il fera de nombreuses sculptures. Il peut ainsi travailler une matière flexible et translucide ce qui lui permet de concilier ses exigences de peintre et de sculpteur. Il produit son Grand Christ en croix (1957) et l'expose au Salon de la jeune sculpture au parc de Bagatelle : l'œuvre fait scandale. À cette époque, Jacques Brown rencontre Étienne-Martin et Michel Tapié. Grâce à ce dernier, il participe à de nombreuses expositions un peu partout dans le monde (Mexique, Japon, États-Unis). En 1964, il se lie d'amitié avec le galeriste suisse Claude Givaudan qui éditera presque l'essentiel de ses fontes en bronze, puis qui lui consacrera une exposition à Genève en 1983. De graves problèmes de santé liés au travail du polyester le contraignent d'arrêter ses activités de sculpteur. C'est ainsi qu'il revient au dessin et la peinture, somme toute, un peu par dépit.